# Delta do Mississippi
|  | 4600 anos            |
|  | 4600-3500 anos       |
|  | 3500-2800 anos       |
|  | 2800-1000 anos       |
|  | 1000-300 anos        |
|  | 750-500 anos         |
|  | desde há c. 550 anos |

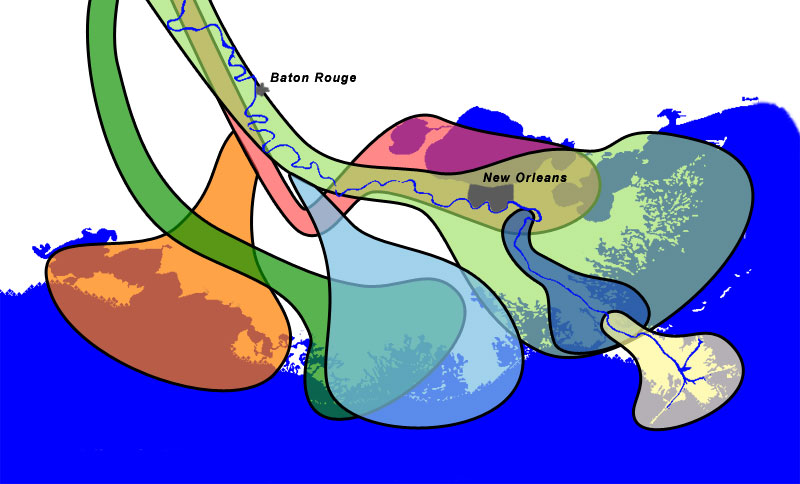
Os diferentes lóbulos do Mississippi desde há 4600 anos.

O delta do Mississippi forma o estuário e foz do rio Mississippi no estado da Louisiana, no sul dos Estados Unidos da América. Este delta é formado por aluviões depositados pelo rio quando este se aproxima das águas do golfo do México. O rio continua a avançar para sul. O delta do Mississippi constitui um rico ecossistema ameaçado pelas actividades humanas. O delta cobre uma área de 75 000 km² (mais de 400 km de largura leste-oeste, com 200 km de profundidade norte-sul), sobre o qual vivem cerca de 2,2 milhões de pessoas, a maior parte dos quais vive na aglomeração de Nova Orleães. Comparado com outros deltas, como o delta do Nilo, a densidade populacional é relativamente baixa.
No último século, o rio Mississippi tem vindo a tributar muito fluxo ao rio Atchafalaya com a separação a ocorrer cerca de 95 km a noroeste de Nova Orleães. Em meados do século XX, foi observado que o Mississippi irá abandonar o seu canal presente como canal de escorrência principal, e migrar para a bacia do Atchafalaya.
A zona do delta do Mississippi foi profundamente afectada pela passagem dos furacões Katrina e Rita em agosto e setembro de 2005.

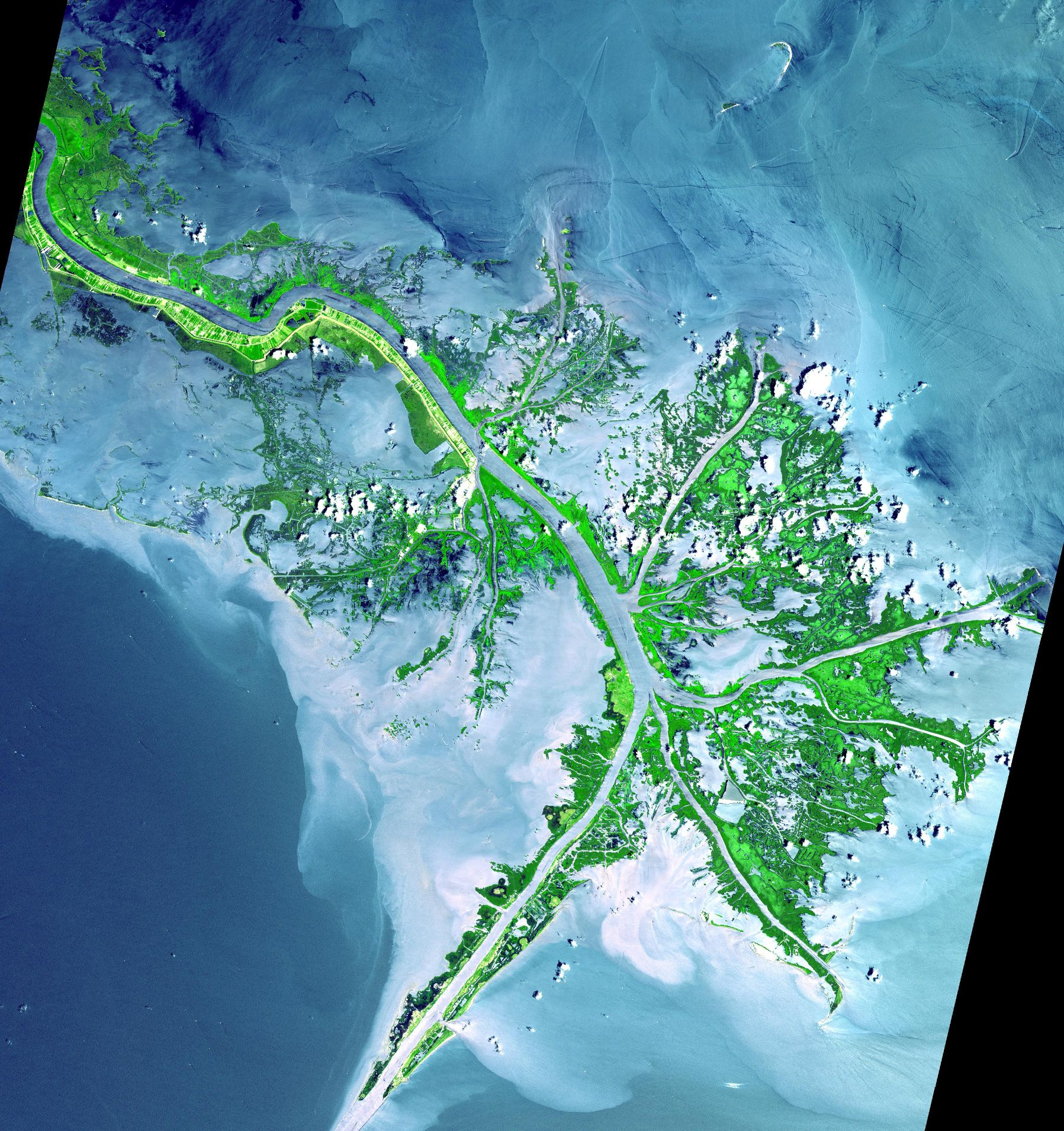
Delta do Mississippi em imagem de satélite, antes da passagem dos furacões Katrina e Rita no verão de 2005.